# Угода про вихід Сполученого Королівства з Європейського Союзу
Уго́да про ви́хід Сполу́ченого Королі́вства Вели́кої Брита́нії та Півні́чної Ірла́ндії з Європе́йського Сою́зу та Європе́йської спільно́ти з а́томної ене́ргії — угода між Європейським Союзом (ЄС) та Євратомом та Сполученим Королівством, підписана 24 січня 2020 р., яка встановила умови виходу Сполучене Королівство з ЄС та Євроатом. Текст договору було опубліковано 17 жовтня 2019 року і є переглянутою версією угоди, опублікованої в листопаді 2018 року. Попередня версія угоди про вихід була тричі відхилена Палатою громад, що призвело до відставки Терези Мей з поста прем'єр-міністра та призначення Бориса Джонсона новим прем'єр-міністром 24 липня 2019 року.
Парламент Сполученого Королівства схвалив угоду 23 січня 2020 року, а 29 січня 2020 року уряд Сполученого Королівства передав на зберігання ратифікаційну грамоту. Угода була ратифікована Радою Європейського Союзу 30 січня 2020 року після згоди Європейського парламенту 29 січня 2020 року. Вихід Сполученого Королівства з Союзу набув чинности о 23:00 GMT 31 січня 2020 року за Ґринвічем, і в цей момент Угода про вихід набула чинности відповідно до її статті 185.
Угода охоплює такі питання, як гроші, права громадян, домовленості про кордон і вирішення спорів. Він також містить перехідний період і схему майбутніх відносин між Сполученим Королівством та ЄС. Опублікована 14 листопада 2018 року, вона стала результатом переговорів щодо Brexit. Угода була схвалена лідерами 27 інших країн ЄС та британським урядом на чолі з прем’єр-міністром Терезою Мей, але зіткнулася з опозицією в британському парламенті, чиє схвалення було необхідним для ратифікації. Також потрібне було схвалення Європейського парламенту. 15 січня 2019 року Палата громад відхилила угоду про вихід 432 голосами проти 202. Палата громад знову відхилила угоду 12 березня 2019 року 391 голосом проти 242 і втретє відхилила угоду 29 березня 2019 року 344 голосами проти 286. 22 жовтня 2019 року переглянута угода про вихід, узгоджена урядом Бориса Джонсона, завершила першу стадію в парламенті, але Джонсон призупинив законодавчий процес, коли прискорена програма затвердження не отримала необхідної підтримки, і оголосив про свій намір призначити загальні вибори. 23 січня 2020 року парламент ратифікував угоду, ухваливши Закон про угоду про вихід; 29 січня 2020 року Європейський парламент дав згоду на угоду про вихід. Згодом його було укладено Радою Європейського Союзу 30 січня 2020 року.
Частина четверта угоди про вихід передбачала перехідний або імплементаційний період до 00:00 за центральноєвропейським часом 1 січня 2021 року (23:00 за Гринвічем 31 грудня 2020 року в Сполученому Королівстві) (у британському законодавстві та державній термінології називається «день завершення процесу виходу» ), протягом якого Сполучене Королівство залишалося на спільному ринку, щоб забезпечити безперешкодну торгівлю до досягнення домовленості про довгострокові відносини. Якби домовленості не було досягнуто до цієї дати, Сполучене Королівство залишило б єдиний ринок без торгової угоди 1 січня 2021 року. З угодою про вихід тісно пов’язана необов’язкова політична декларація щодо майбутніх відносин між ЄС і Сполученим Королівством.

## Передумови

### Загальні вибори 2015 року та референдум щодо Brexit 2016 року
У маніфесті Консервативної партії до загальних виборів у Сполученому Королівстві в травні 2015 року партія пообіцяла референдум про членство в ЄС до кінця 2017 року.
На референдумі, який відбувся 23 червня 2016 року, 51,9% проти 48,1% проголосували за вихід з Європейського Союзу.

## Проєкт угоди 2018 року
Запропонована угода про вихід 2018 року, яка складалася з 599 сторінок, охоплюває такі основні сфери:
- Гроші, зокрема розподіл активів і зобов’язань, а також оплата будь-якого непогашеного боргу
- Права громадян, як британських громадян у країнах ЄС, так і навпаки
- Прикордонні заходи та митниця, зокрема на кордоні між Сполученим Королівством (Північна Ірландія) та Республікою Ірландія
- Право та механізми вирішення спорів, які наразі покладені на Суд Справедливости

Угода також встановила перехідний період, який тривав до 31 грудня 2020 року з можливістю продовження за взаємною згодою. Протягом перехідного періоду право ЄС продовжувало застосовуватися до Сполученого Королівства (включаючи участь у Європейській економічній зоні, єдиному ринку та митному союзі), і Сполучене Королівство продовжувало платити до бюджету ЄС, але Сполучене Королівство не було представлено в органи ЄС, що приймають рішення. Перехідний період дав підприємствам час адаптуватися до нової ситуації та час для урядів для переговорів про нову торговельну угоду з ЄС 
Щодо питання щодо кордону з Ірландією, до угоди було додано механізм захисту Ірландії (Ірландський бекстоп), який встановлював запасний варіант на випадок, якщо не вдасться досягти ефективних альтернативних домовленостей для уникнення жорсткого кордону до кінця перехідного періоду, при цьому Сполучене Королівство залишатиметься в тіні Спільного зовнішнього тарифу ЄС, а Північна Ірландія частково залишатиметься в єдиному ринку.
Управління здійснюватиметься через Спільний комітет, до складу якого увійдуть представники Європейського Союзу та британського уряду. Спільному комітету буде підзвітна низка спеціалізованих комітетів.
Проєкт угоди про вихід також містив положення про вихід Сполученого Королівства з Конвенції, що визначає статут європейських шкіл, при цьому Сполучене Королівство було б зобов'язане дотримуватися Конвенції та супутніх положень про акредитовані європейські школи до кінця останнього навчального року перехідного періоду, тобто до кінця весняного семестру 2020-2021 рр.
Більш важливими елементами проєкту договору були:

### Загальні положення
Угода сприяє домовленостям щодо виходу Сполученого Королівства з Європейського Союзу та Євратому (ст. 1), дає чітке визначення територіальної сфери Сполученого Королівства (ст. 3) і забезпечує юридичну відповідальність Угоди (ст. 4). Крім того, в ньому зазначено, що до кінця перехідного періоду Сполученому Королівству буде відмовлено в доступі до «будь-якої мережі, будь-якої інформаційної системи та будь-якої бази даних, створених на основі законодавства Союзу» (ст. 8).

### Права громадян: загальні положення
Проєкт угоди визначав та надавав особисту сферу дії громадянам, членам сімей, прикордонним працівникам, приймаючим державам та громадянам. Стаття 11 стосується безперервності проживання, а стаття 12 недискримінації (тобто, забороняється дискримінація за національною ознакою).

### Права та обов'язки
Громадяни Сполученого Королівства та громадяни Європейського Союзу, члени сімей, які є громадянами Сполученого Королівства або громадянами Європейського Союзу, а також члени сімей, які не є ні тими, ні іншими, зберігають право на проживання в приймаючій державі (ст. 13). Держава перебування не може обмежувати або ставити умови для отримання, збереження або втрати права на проживання (ст. 13). Особи з дійсними документами не потребують в'їзних і виїзних віз або інших подібних формальностей і мають право безперешкодно виїжджати або в'їжджати до приймаючої держави (ст. 14). Якщо приймаюча держава вимагає від «членів сім'ї, які приєднуються до громадянина Союзу або громадянина Сполученого Королівства після закінчення перехідного періоду, мати в'їзну візу», приймаюча держава зобов'язана надавати необхідні візи за прискореною процедурою у відповідних установах безкоштовно (ст. 14). Угода також розглядає питання видачі посвідок на постійне проживання під час і після перехідного періоду, а також її обмеження. Крім того, вона роз'яснює права працівників і самозайнятих осіб, а також передбачає визнання та ідентифікацію професійних кваліфікацій.

### Координація систем соціального забезпечення
У цьому розділі розглядалися особливі випадки, адміністративна співпраця, адаптація законодавства та розвиток права Союзу.

### Товар, розміщений на ринку
Проєкт угоди визначав товари, послуги та пов'язані з ними процеси. Будь-який товар або послуга, які були законно розміщені на ринку до виходу з Союзу, можуть надалі бути доступними для споживачів у Сполученому Королівстві або державах-членах Союзу (ст. 40 і 41).

### Митні процедури, які тривали
У цьому розділі розглядалися митні процедури щодо товарів, які переміщуються з митної території Сполученого Королівства на митну територію Союзу і навпаки (ст. 47). Процеси, які починалися до закінчення перехідного періоду, «повинні розглядатися як внутрішньосоюзний рух щодо вимог ліцензування імпорту та експорту в законодавстві Союзу». Проєкт угоди також розглядав питання завершення тимчасового зберігання або митних процедур (ст. 49).

### Питання податку на додану вартість та акцизного збору
ПДВ застосовується до товарів, якими обмінюються між ЄС та Сполученим Королівством. Відступаючи від попередніх статей, розділ дозволяв доступ до інформаційних систем, необхідних для застосування або обробки ПДВ (ст. 51).

### Додатки
До проєкту є десять додатків. Перший — це протокол про збереження відкритого кордону між ЄС і Сполученим Королівством на острові Ірландія (загалом відомий як «ірландський бекстоп»). Другий охоплює домовленості про спільну митну територію, яка діятиме між ЄС і Сполученим Королівством, допоки не буде знайдено технічне рішення, яке забезпечує відкритий кордон і незалежну митну політику. Третій охоплює операції спільної митної території. Четвертий охоплює «належне врядування у сфері оподаткування, захисту навколишнього середовища, трудових і соціальних стандартів, державної допомоги, конкуренції та державних підприємств». П’ятий-восьмий охоплюють відповідні положення права Європейського Союзу. Дев'ятий і десятий детально описують процедури, що випливають з основних розділів проєкту.

#### Північна Ірландія
Протокол щодо Північної Ірландії, відомий як «ірландський бекстоп», був додатком до проєкту угоди від листопада 2018 року, який описував положення щодо запобігання жорсткому кордону в Ірландії після того, як Сполучене Королівство покине Європейський Союз. Протокол містив положення про систему безпеки для вирішення обставин, коли залишаються задовільні альтернативні заходи, які повинні вступити в дію наприкінці перехідного періоду.
Це створило значні труднощі для уряду, особливо з Демократичною юніоністською партією, від якої уряд хотів отримати голоси.
Під час переговорів 2019 року цей проєкт був замінений на новий Протокол для Північної Ірландії.

## Перегляд проєкту у 2019 році
Угода підлягала перегляду під час перегляду перший кабінетом міністрів Джонсона в 2019 році. Поправки коригують приблизно 5% тексту.

### Протоколи
В угоді також існують протоколи щодо «суверенних баз на Кіпрі» та Ґібралтару.

#### Північноірландський протокол
Ірландський бекстоп було видалено з угоди та замінено новим протоколом щодо Північної Ірландії та Республіки Ірландія. Цей новий протокол означав, що Сполучене Королівство може повністю вийти з єдиного європейського ринку та митного союзу, але хоч Північна Ірландія буде поза митним союзом де-юре, але не де-факто. Іншою відмінністю був механізм одностороннього виходу для Асамблеї Північної Ірландії, яка кожні чотири роки голосує за те, чи продовжувати ці домовленості, для чого потрібна проста більшість.
Схожість з бекстопом передбачала застосування законодавства ЄС у сфері товарів та електроенергії та роль Суду Справедливости щодо процедур у разі невідповідності, а також можливості та вимоги для судів Сполученого Королівства подавати преюдиційні запити щодо застосування законодавства Європейськогого Союзу і відповідних частин протоколу.

### Додатки
- додаток 1: координація соціального забезпечення
- додаток 2: положення законодавства Союзу, згадані в статті 41(4)
- додаток 3: часові обмеження для ситуацій або митних процедур, зазначених у статті 49(1)
- додаток 4: перелік мереж, інформаційних систем і баз даних, зазначених у статтях 50, 53, 99 і 100
- додаток 5: євроатом
- додаток 6: перелік процедур адміністративної співпраці, зазначених у статті 98
- додаток 7: перелік актів/положень, зазначених у статті 128(6)
- додаток 8: правила процедури спільного комітету та спеціалізованих комітетів
- додаток 9: правила процедури врегулювання суперечок і кодекс поведінки для членів арбітражних груп

### Політична декларація
Зміни 2019 року також скоригували елементи політичної декларації, замінивши слово «адекватні» на «відповідні» щодо трудових стандартів. За словами Сема Лов, наукового співробітника Центру європейських реформ, ця зміна виключає трудові стандарти з механізмів врегулювання спорів. Крім того, механізм рівних умов гри було перенесено з юридично обов'язкової угоди про вихід до політичної декларації, а з політичної декларації було вилучено рядок про те, що «Сполучене Королівство розгляне можливість узгодження з правилами Союзу у відповідних сферах».

## Спільний комітет Угоди про вихід
Стаття 164 передбачає створення Спільного комітету з імплементації Угоди під спільним головуванням ЄС та Великої Британії, який складається з 6 спеціалізованих комітетів. Угода про вихід делегувала Спільному комітету повноваження ухвалювати рішення щодо деяких заходів, пов'язаних з виходом Великої Британії з ЄС. Спільний комітет - це звичайний процес, який використовується в рамках поглиблених торговельних угод для врегулювання напруженості.
Є рівне представництво обох сторін без вирішального голосу та можливості звернутися до міжнародної арбітражної групи, якщо немає згоди. Є низка спеціалізованих підкомітетів, які підпорядковуються головному комітету, з яких «підкомітет Північної Ірландії» (що займається північноірландським протоколом) привернув найбільшу увагу ЗМІ навесні 2021 року через суперечки щодо того, що стало відомо як ірландський морський кордон.
Станом на 21 лютого 2022, Спільний комітет зібрався дев'ять разів.

### Спеціалізована комісія з прав громадян
Для контролю за реалізацією та застосуванням прав громадян, передбачених угодою, створено Спеціалізовану комісію з прав громадян. Станом на 15 червня 2022, він збирався десять разів.

## Рецепція

### Оригінальна угода
У Палаті громад сприйняли угоду від прохолодної до ворожої, а голосування було відкладено більш ніж на місяць.

#### Відставка британського уряду
15 листопада 2018 року, наступного дня після того, як угода була представлена та отримала підтримку від кабінету британського уряду, кілька членів уряду подали у відставку, у тому числі Домінік Рааб, державний секретар з питань виходу з Європейського Союзу.

### Неповага до парламенту
Після безпрецедентного голосування 4 грудня 2018 року депутати постановили, що британський уряд неповажає парламент через відмову надати парламенту вичерпну юридичну консультацію щодо наслідків запропонованих умов виходу. Ключовий момент у пораді стосувався юридичних наслідків угоди про захист Північної Ірландії, Республіки Ірландія та решти Сполученого Королівства стосовно митного кордону між ЄС і Сполученим Королівством, а також його наслідки для Страсної п’ятниці. угоду, яка призвела до кінця конфлікту в Північній Ірландії, і, зокрема, чи буде Сполучене Королівство впевнене в тому, що вона зможе вийти з ЄС у практичному сенсі згідно з проєктом пропозицій.
Наступного дня консультація була опублікована. Питання звучало так: «Які правові наслідки згоди Сполученого Королівства з Протоколом до Угоди про вихід щодо Ірландії та Північної Ірландії, зокрема його наслідків у поєднанні зі ст. 5 і 184 основної Угоди про вихід?». Надана порада полягала в наступному:
Протокол є обов’язковим для Сполученого Королівства та ЄС [параграф 3] і передбачає досягнення остаточного вирішення питань кордону та митниці [параграфи 5, 12, 13]. Але «протокол має існувати навіть тоді, коли переговори явно зірвалися» [параграф 16] і «на завершення, поточний проект протоколу ... не передбачає механізму, який, імовірно, дозволить Сполученому Королівству законно вийти з митного союзу Сполученого Королівства без подальшої угоди. Це залишається так, навіть якщо сторони все ще ведуть переговори багато років потому, і навіть якщо сторони вважають, що переговори явно зірвано і немає жодної перспективи майбутньої угоди про відносини» [пункт 30]

### Переглянута угода
Одразу після оголошення про переглянуту угоду про вихід 17 жовтня 2019 року лейбористи, ліберал-демократи та DUP заявили, що не можуть підтримати нову угоду.

## Голосування парламенту
15 січня 2019 року Палата громад проголосувала проти угоди про вихід з ЄС 230 голосами, що стало найбільшим голосуванням проти уряду Сполученого Королівства в історії. Наступного дня уряд Мей витримав вотум довіри. 12 березня 2019 року Палата громад вдруге проголосувала проти угоди 149 голосами, що стало четвертою за величиною поразкою уряду в історії Палати громад. Спікер Палати громад 18 березня 2019 року відхилив третє голосування за угоду про вихід з ЄС, яке, як очікується, відбулося 19 березня 2019 року на підставі парламентської конвенції від 2 квітня 1604 року, яка забороняє британським урядам змушувати Палату громад повторно голосувати з питання, за яке Палата громад уже голосувала. Скорочена версія угоди про вихід, з якої було вилучено додану політичну декларацію, пройшла тест спікера на «суттєві зміни», тому третє голосування було проведено 29 березня 2019 року, але було відхилено 58 голосами.

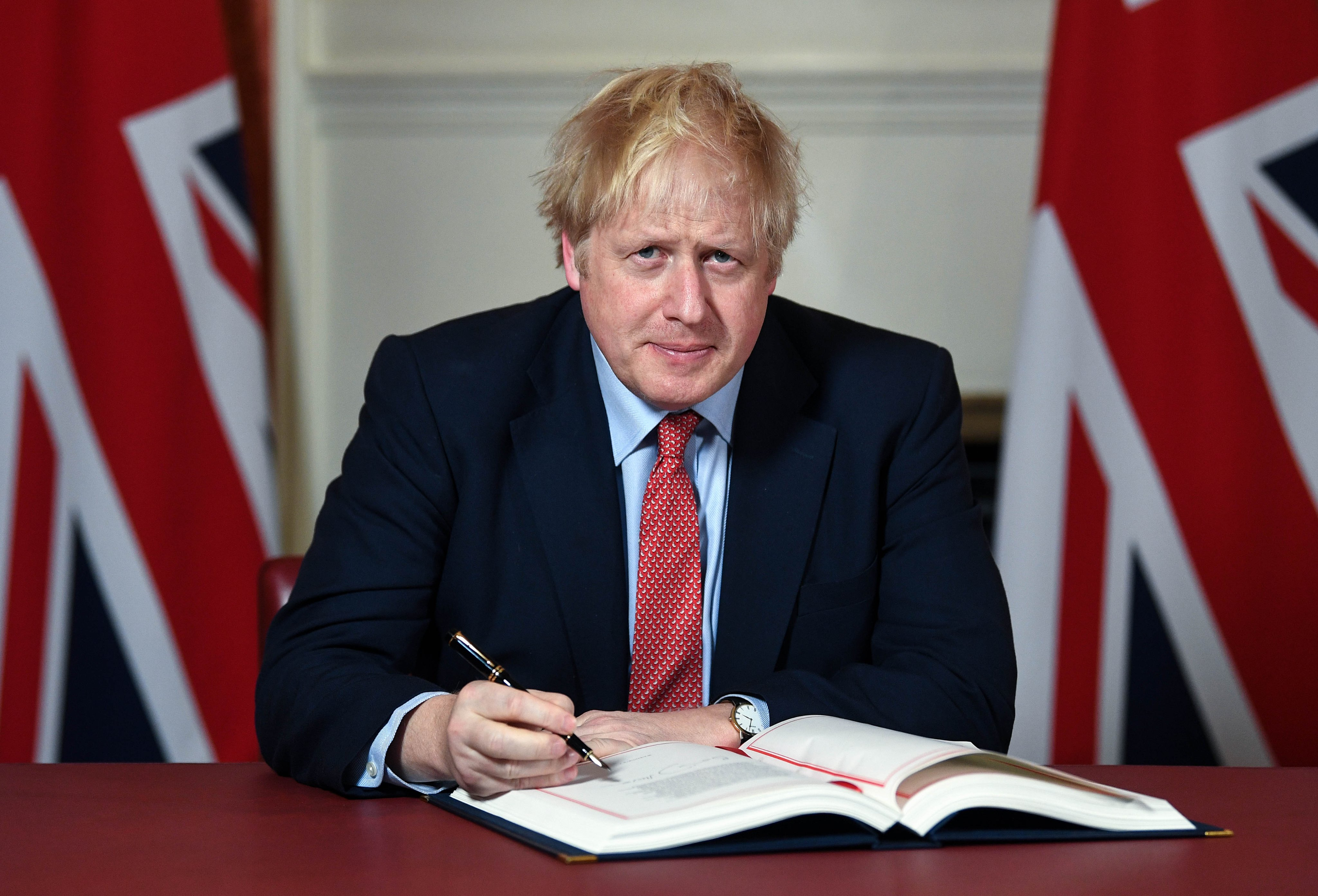
Борис Джонсон підписує угоду про вихід у січні 2020 року.

22 жовтня 2019 року Палата громад 329 голосами проти 299 погодилася провести у другому читанні переглянуту угоду про вихід (про яку Борис Джонсон домовився раніше того ж місяця), але коли запропонований ним прискорений графік не отримав необхідної підтримки парламенту, Джонсон оголосив, що закон буде призупинено.
20 грудня 2019 року, після перемоги консерваторів на загальних виборах у Сполученому Королівстві 2019 року, Палата громад прийняла у другому читанні законопроєкт про Угоду про вихід з перевагою 358–234. Після поправок, запропонованих Палатою лордів, і настільного тенісу між двома палатами законопроєкт отримав королівську згоду 23 січня 2020 року, що дозволило ратифікувати його британською стороною.

## Ратифікація Європейського Союзу

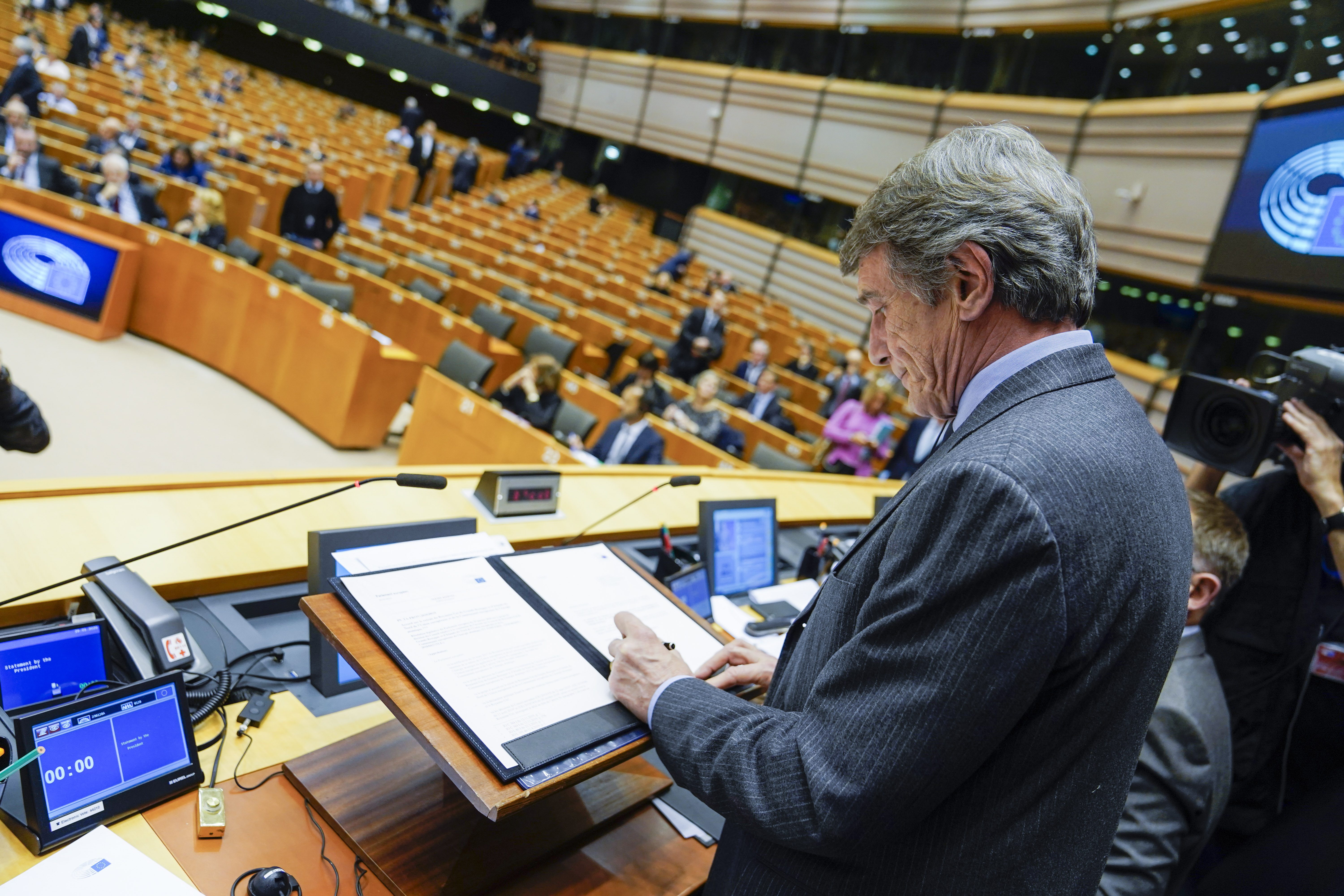
Президент Європейського парламенту Девід Сассолі підписує резолюцію про згоду на ратифікацію Угоди про вихід.

З боку Європейського Союзу, Європейський Парламент дав згоду на ратифікацію Угоди також 29 січня 2020 року, а Рада Європейського Союзу схвалила укладення Угоди 30 січня 2020 року письмова процедура. Відповідно, також 30 січня 2020 року Європейський Союз здав на зберігання свій документ про ратифікацію Угоди, таким чином уклавши угоду і дозволивши їй набути чинности в момент виходу Сполученого Королівства з Союзу о 23:00 за Ґринвічем 31 січня 2020 року.

## Політична декларація майбутніх відносин
Декларація про майбутні відносини між Європейським Союзом і Сполученим Королівством, також відома як Політична декларація, є необов’язковою декларацією, яка була узгоджена та підписана разом із обов’язковою та більш всеосяжною Угодою про вихід у зв’язку з виходом Сполученого Королівства з Європейського Союзу.

## Імплементація угоди

### Права громадян
Згідно з даними, представленими лобістською групою «Британці в Європі» (що представляє британських громадян, які проживають у державах ЄС) Спеціальному комітету Палати громад з питань Брекзиту в червні 2020 року, «аж 23 країни-члени ЄС ще не запровадили системи задокументувати майбутні права приблизно 1,2 мільйона британських громадян, які вже проживають на континенті та не знають про свої майбутні права та обов’язки». «Сполучене Королівство запустило свою систему [реєстрації] для громадян ЄС у березні минулого року [2020], причому понад 3,3 мільйона людей отримали статус попереднього або постійного проживання, щоб залишитися в ЄС після Brexit», — повідомили в Комітеті.
Також Brexit позбавив резидентів Британії, які проживають у державах ЄС, права голосу на виборах до Європарламенту, на місцевих виборах та права працювати в іншій державі ЄС.

### Північна Ірландія
6 вересня 2020 року Financial Times повідомила, що британський уряд планує розробити нове законодавство, яке обійде північноірландський протокол, передбачений угодою про вихід. Новий закон надасть міністрам повноваження визначати, про яку державну допомогу необхідно повідомляти ЄС, а також визначати, які товари з Північної Ірландії можуть потрапити до Ірландії з ризиком (в Угоді про вихід зазначено, що за відсутності взаємної згоди всі товари мають розглядатися як такі, що становлять ризик). Уряд захистив цей крок, заявивши, що законодавство відповідає протоколу та лише «прояснило» двозначність у протоколі. Урсула фон дер Ляйєн попередила Джонсона не порушувати міжнародне право, заявивши, що виконання Сполученим Королівством угоди про вихід є «передумовою для будь-якого майбутнього партнерства». 8 вересня держсекретар у справах Північної Ірландії Брендон Льюїс заявив британському парламенту, що запланований урядом законопроєкт про внутрішній ринок «порушить міжнародне право». 
1 жовтня 2020 року Європейська комісія надіслала листа з офіційним повідомленням британському уряду як перший крок у процедурі порушення, оскільки законопроєкт про внутрішній ринок Сполученого Королівства «повністю суперечитиме» Протоколу про Північну Ірландію, якщо його ухвалити його таким, яким він був. Після обговорень у Спільному комітеті 8 грудня 2020 року обидві сторони досягли принципової згоди щодо всіх питань щодо імплементації угоди про вихід, і Сполучене Королівство погодилося відкликати суперечливі положення законопроєкту про внутрішній ринок.
3 березня 2021 року, не скориставшись процесом Спільного комітету, державний секретар у справах Північної Ірландії повідомив парламент Сполученого Королівства про намір уряду в односторонньому порядку продовжити (після 31 березня 2021 року) пільговий період для перевірок деяких товарів, що ввозяться до Північної Ірландії після Brexit з Республіки Ірландія. Європейський Союз заперечував проти цього та погрожував вдатися до судового позову через те, що, Сполучене Королівство вдруге намагалося порушити міжнародне право стосовно північноірландського протоку. 4 березня 2021 року міністр закордонних справ Ірландії Саймон Ковені підтримав погрозу Комісії судовим позовом, якщо Сполученому Королівству «не можна довіряти» виконання Протоколу. Європейський парламент, який ще не ратифікував угоду, відклав прийняття рішення до ухвалення рішення щодо можливого порушення.